# Zamek Surdęga
Zamek Surdęga – gotycki zamek, który był zlokalizowany na lewym brzegu Pilicy w pobliżu dzisiejszej miejscowości Majkowice. Wybudowany w XIV i użytkowany do XV wieku, należący do rodu Nagodziców-Jelitczyków. 
Zamek wzniesiony został na planie prostokąta o wymiarach ok. 16 x 20 m. z piaskowca i wapienia. Podczas wykopalisk prowadzonych w latach 70. (pod kierunkiem A. Chmielewskiej) odnaleziono także niewielkie ilości cegły palcówki i bloków granitowych. Wzgórze o powierzchni ok. 3 tys. m² na którym znajdowały się relikty zamku było widoczne do 1944 r., kiedy to uległo zniszczeniu w wyniku budowy linii umocnień prowadzonych przez wojska niemieckie.